# Ametyścik cienkodzioby
Ametyścik cienkodzioby, ametyścik (Eugenes fulgens) – gatunek małego ptaka z rodziny kolibrowatych (Trochilidae). Nie jest zagrożony.

## Zasięg występowania
Występuje od południowo-zachodnich USA (południowo-wschodnia Arizona, południowo-zachodni Nowy Meksyk, południowo-zachodni Teksas), przez Meksyk po Honduras i Nikaraguę. Populacje z północy zasięgu są wędrowne.

## Systematyka
Jest to gatunek monotypowy. Za podgatunek E. fulgens uznawano występującego w Kostaryce i zachodniej Panamie ametyścika wspaniałego (E. spectabilis). Dokładniejsze badania, w tym genetyczne, potwierdziły jednak, że zasługuje on na status odrębnego gatunku.

## Morfologia
Długość ciała 11–13 cm; masa ciała zazwyczaj 7,5–8,5 g. Samce są nieznacznie większe od samic, mają krótszy dziób, są barwniej i bardziej jaskrawo upierzone.

## Ekologia i zachowanie
Zamieszkuje lasy sosnowo-dębowe i dębowe, tropikalne wilgotne lasy górskie i obrzeża lasów. Spotykany też na łąkach i polach uprawnych z kwiatami agawy. Występuje na wysokościach od 1500 do co najmniej 2740 m n.p.m., zimą może schodzić na niżej położone obszary
W zniesieniu 2–3 jaja wysiadywane przez samicę 15–19 dni.

## Status
Międzynarodowa Unia Ochrony Przyrody (IUCN) uznaje ametyścika cienkodziobego za gatunek najmniejszej troski (LC – Least Concern). W 2022 roku organizacja Partners in Flight szacowała liczebność populacji na około 2 miliony dorosłych osobników. Ze względu na brak dowodów na spadki liczebności bądź istotne zagrożenia dla gatunku, BirdLife International uznaje trend liczebności populacji za stabilny.